# Duncan Lacroix
Duncan Lacroix är en engelsk skådespelare mest känd för sin roll som Murtagh Fitzgibbons Fraser i tv-serien Outlander. Han har även haft synliga roller i tv-serien Vikings och filmen Outlaw King.